# Funaria (Plantae)
Funaria, brojan biljni rod mahovnjača (Bryophyta) koji je opisao njemački botaničar Johann Hedwig. Rodu pripada najmanje preko 180 priznatih vrsta (pa do preko 200) koje vole tamna, hladna i sjenovita mjesta. Rod je rasprostranjen po Sjevernoj, Srednjoj i Južnoj Americi, Africi, Europi, Australiji, Aziji (uključujući Indoneziju)  i pacifičkim otocima. 
Svijetlozelene su do žućkastozelene boje, visine 3 do 5 centimetara. Razmnožavaju se sporama.

## Vrste
1. Funaria acicularis Müll. Hal.
2. Funaria aequidens Lindb. ex Broth.
3. Funaria altissima Dixon
4. Funaria angustata Turton
5. Funaria anomala Jur.
6. Funaria arctica (Berggr.) Kindb.
7. Funaria aristatula Müll. Hal.
8. Funaria berteroana Hampe ex Müll. Hal.
9. Funaria beyrichii Hampe
10. Funaria bogosica Müll. Hal.
11. Funaria calvescens Schwägr.
12. Funaria cameruniae Dixon
13. Funaria capillaris Warnst.
14. Funaria capillipes Broth.
15. Funaria chevalieri P. de la Varde
16. Funaria chilensis (Thér.) Thér.
17. Funaria clavellata (Mitt.) Broth.
18. Funaria commixta Thér.
19. Funaria costesii Thér.
20. Funaria decaryi Thér.
21. Funaria delicatula Thér.
22. Funaria discelioides Müll. Hal.
23. Funaria eberhardtii (Broth. & Paris) Broth.
24. Funaria erectiuscula Mitt.
25. Funaria euryloma Dixon
26. Funaria excurrentinervis Cardot & P. de la Varde
27. Funaria flava (Müll. Hal.) Broth.
28. Funaria flavicans Michx.
29. Funaria flaviseta Warnst.
30. Funaria fritzei Geh.
31. Funaria fuscescens Mitt.
32. Funaria grossidens Broth.
33. Funaria groutiana Fife
34. Funaria gymnostoma Dixon
35. Funaria hosseusii E.B. Bartram
36. Funaria hygrometrica Hedw.
37. Funaria imerinensis Cardot
38. Funaria incompleta Müll. Hal.
39. Funaria incurvifolia Müll. Hal. ex E. Britton
40. Funaria inflata Müll. Hal.
41. Funaria japonica Broth.
42. Funaria kilimandscharica Müll. Hal.
43. Funaria laxissima Müll. Hal.
44. Funaria linearidens Müll. Hal.
45. Funaria ludovicae Broth. & Paris
46. Funaria luteolimbata Broth.
47. Funaria macrocarpa (Schimp.) R.H. Zander
48. Funaria macrospora R.S. Williams
49. Funaria maireana Copp.
50. Funaria mayottensis (Besch.) Broth. ex Paris
51. Funaria meeseacea Müll. Hal.
52. Funaria microstoma Bruch ex Schimp.
53. Funaria minuticaulis (Müll. Hal. ex Geh.) Watts & Whitel.
54. Funaria nubica Müll. Hal.
55. Funaria orizabensis Müll. Hal.
56. Funaria orthocarpa Mitt.
57. Funaria perlaxa Thér.
58. Funaria pilifera (Mitt.) Broth.
59. Funaria polaris Bryhn
60. Funaria porteri Thér.
61. Funaria pulchella H. Philib.
62. Funaria pulchra Dixon & P. de la Varde
63. Funaria pulchricolor Müll. Hal.
64. Funaria ramulosa (Hampe) Paris
65. Funaria renauldii (Thér.) Cardot
66. Funaria rhizophylla (Sakurai) Sakurai
67. Funaria rhomboidea J. Shaw
68. Funaria riparia Lindb.
69. Funaria robustior (Müll. Hal.) Broth.
70. Funaria saharae Trab.
71. Funaria sartorii Müll. Hal.
72. Funaria sickenbergeri Müll. Hal.
73. Funaria sinuatolimbata Cardot & P. de la Varde
74. Funaria sovatensis Schimp. ex Müll. Hal.
75. Funaria subimmarginata Cardot & P. de la Varde
76. Funaria subleptopoda Hampe
77. Funaria submarginata (Müll. Hal.) Broth.
78. Funaria subplanifolia Broth.
79. Funaria succuleata (Wager & C.H. Wright) Broth. ex Magill
80. Funaria tenella Müll. Hal.
81. Funaria valdiviae Müll. Hal.
82. Funaria varia (Mitt.) Broth.
83. Funaria wijkii R.S. Chopra

## Galerija
- Funaria, Šumava, Češka
- Funaria, Šumava, Češka
- Funaria hygriometrica
- Funaria hygriometrica